# Sàhara
|  | Per a altres significats, vegeu «Sàhara (desambiguació)». |

El Sàhara (àrab: الصحراء الكبرى, aṣ-Ṣaḥrāʾ al-Kubrà, literalment ‘El Gran Desert’; amazic: ⵜⵉⵏⵉⵔⵉ, Tenere o Tiniri) és un desert de tipus càlid situat al nord de l'Àfrica. Amb més de 9 milions de km², és el desert no polar més gran del món. Abasta la major part d'Àfrica del Nord, aproximadament el 27% del continent africà, cosa que el fa tan gran com Europa o els Estats Units. El Sàhara s'estén des del Mar Roig, incloent-hi parts de les costes mediterrànies, fins a l'oceà Atlàntic. Vers el sud està delimitat pel Sahel, un cinyell de sabanes semiàrides situat al nord de l'Àfrica subsahariana. En aquest desert s'han filmat infinitat de pel·lícules i reportatges.
L'aridesa ha dominat el Sàhara des de fa uns 3 milions d'anys. Alguna de les seves dunes de sorra poden superar els 180 metres d'alçada.
Els límits del Sàhara són l'oceà Atlàntic per l'oest, l'Atles i el Mediterrani pel nord, el mar Roig i Egipte per l'est, i el Sahel pel sud. El Sàhara s'acostuma a dividir en Sàhara occidental, Muntanyes d'Ahaggar, Muntanyes del Tibesti, Muntanyes d'Aïr (una regió de muntanyes i elevats altiplans del desert), el desert del Teneré i el desert de Líbia (la regió més àrida). El punt més alt al Sàhara és l'Emi Koussi, un volcà de 3.415 metres situat a les muntanyes del Tibesti, al nord del Txad.
El Sàhara divideix el continent africà en dues parts, la Nord i la subsahariana. La frontera sud del Sàhara està marcada per una franja de sabanes semiàrides anomenada Sahel, al sud del Sahel es troba la regió més exuberant del Sudan (no confondre amb l'estat del mateix nom) i la conca del riu Congo. La major part del Sàhara són hamades, grans altiplans plens de roques, mentre que els ergs, les grans formacions de dunes de sorra que associem amb el desert, només representen una petita part de la seva superfície.
La gent ha habitat les vores del desert des de fa milers d'anys, des de l'últim període glacial. El Sàhara era llavors un lloc molt més humit que avui en dia, s'han trobat més de 30.000 petròglifs
que representen una gran varietat d'animals, molts de zones humides com el cocodril. Una gran part d'aquest art rupestre es troba a la serralada de Tassili n'Ajjer (Algèria) i avui dia és un Parc Nacional declarat Patrimoni de la Humanitat per la UNESCO el 1982 i reserva de la Biosfera el 1986. A més l'any 2002 es van trobar cocodrils supervivents d'aquesta època al desert de Mauritània que van deixar astorats els científics.
També s'han trobat fòssils de dinosaures com per exemple Afrovenator abakensis o l'Ouranosaure. El Sàhara actual ja fa temps que no té una vegetació exuberant, excepció feta de les ribes de la vall del riu Nil, uns pocs oasis, i les serralades del nord, on les plantes mediterrànies, com l'olivera poden créixer. La regió ha estat així des de fa aproximadament 5.000 anys.
Els grups ètnics dominants al Sàhara són diferents pobles amazics com les tribus tuaregs, diversos grups amazics arabitzats com els Maure de parla hassania (moros, també coneguts com a sahrauís), i diversos grups ètnics africans de raça negra, com els toubous, els nubians, els zaghawas, els kanuris, els peul, els hausses o els songhai.
Al Sàhara també hi ha ciutats importants com Nouakchott, la capital de Mauritània; Tamanrasset, Ouargla, Béchar, Hassi Messaoud, Ghardaia, i El Oued a Algèria; Timbuctu a Mali; Agadez al Níger; Ghat a Líbia; i Faya-Largeau al Txad.

## Etimologia
El nom prové de la paraula àrab per designar el desert: (صَحراء), ṣaḥrā´ ( صحراء (?·pàg.); /sˤɑħrɑːʔ/). La denominació Teneré que s'aplica a la part central del Sâhara és una paraula amaziga, dels tuaregs que l'habiten, que significa desert de sorra. Els romans anomenaven «terra deserta» el territori al sud de Cartago. Fins al segle xix no es va generalitzar el nom de Sàhara per a tot el territori. El nom àrab és Bahr bela ma (mar sense aigua).

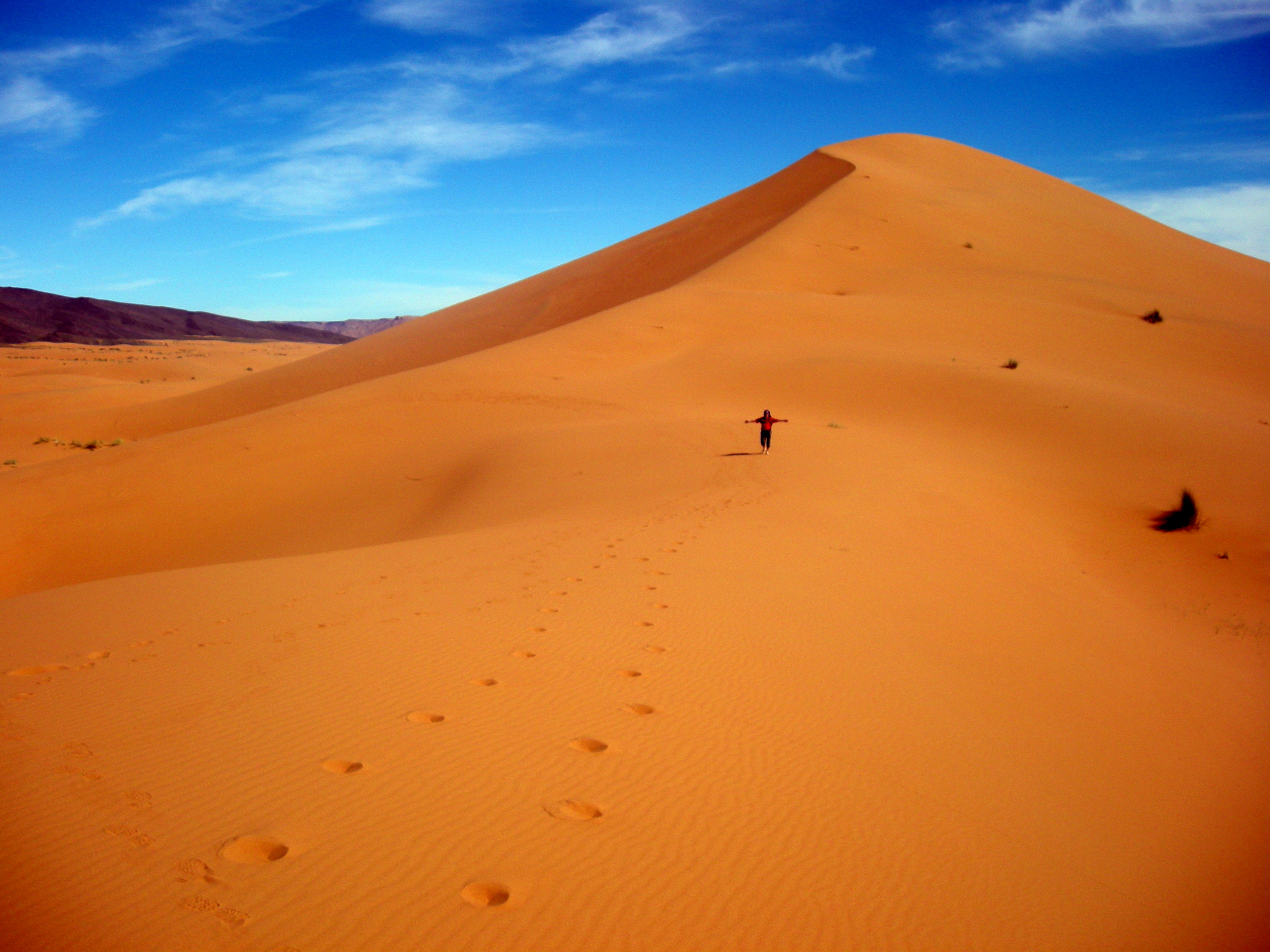
Dunes al Marroc

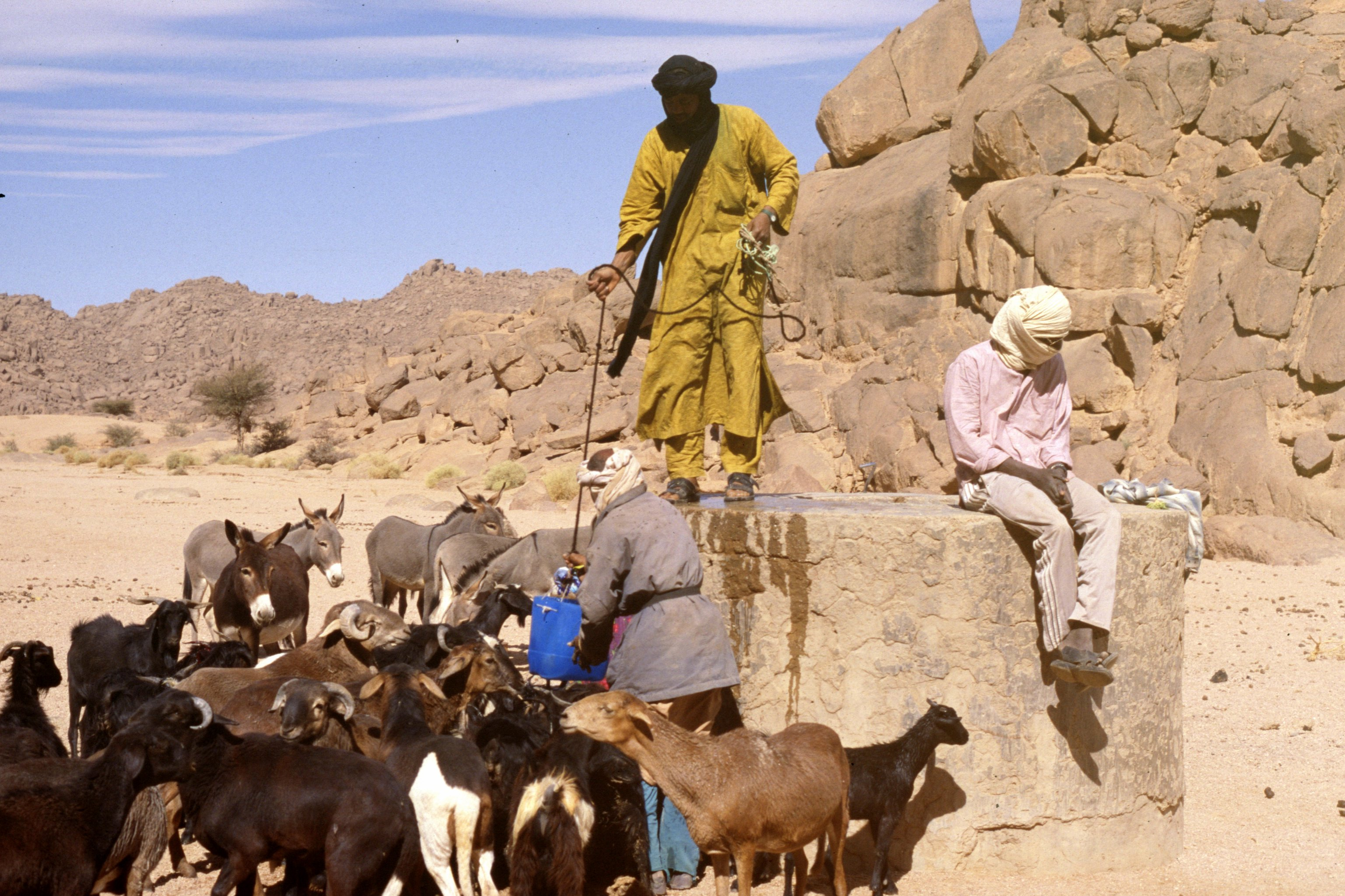
Pastors tuaregs nòmades a un pou

## Geografia

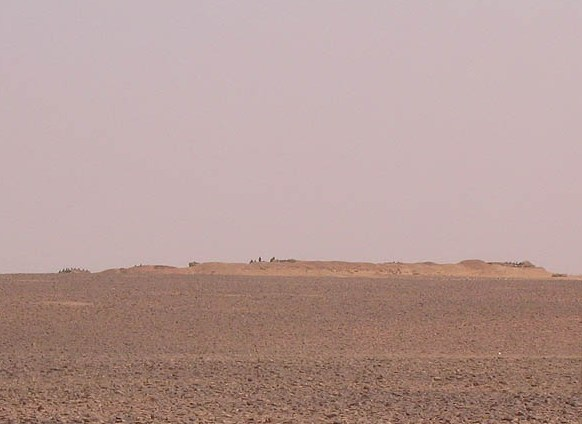
Altiplà pedregós a al-Mahbes (Sàhara Occidental), els pedregars són el paisatge més habitual al Sàhara.

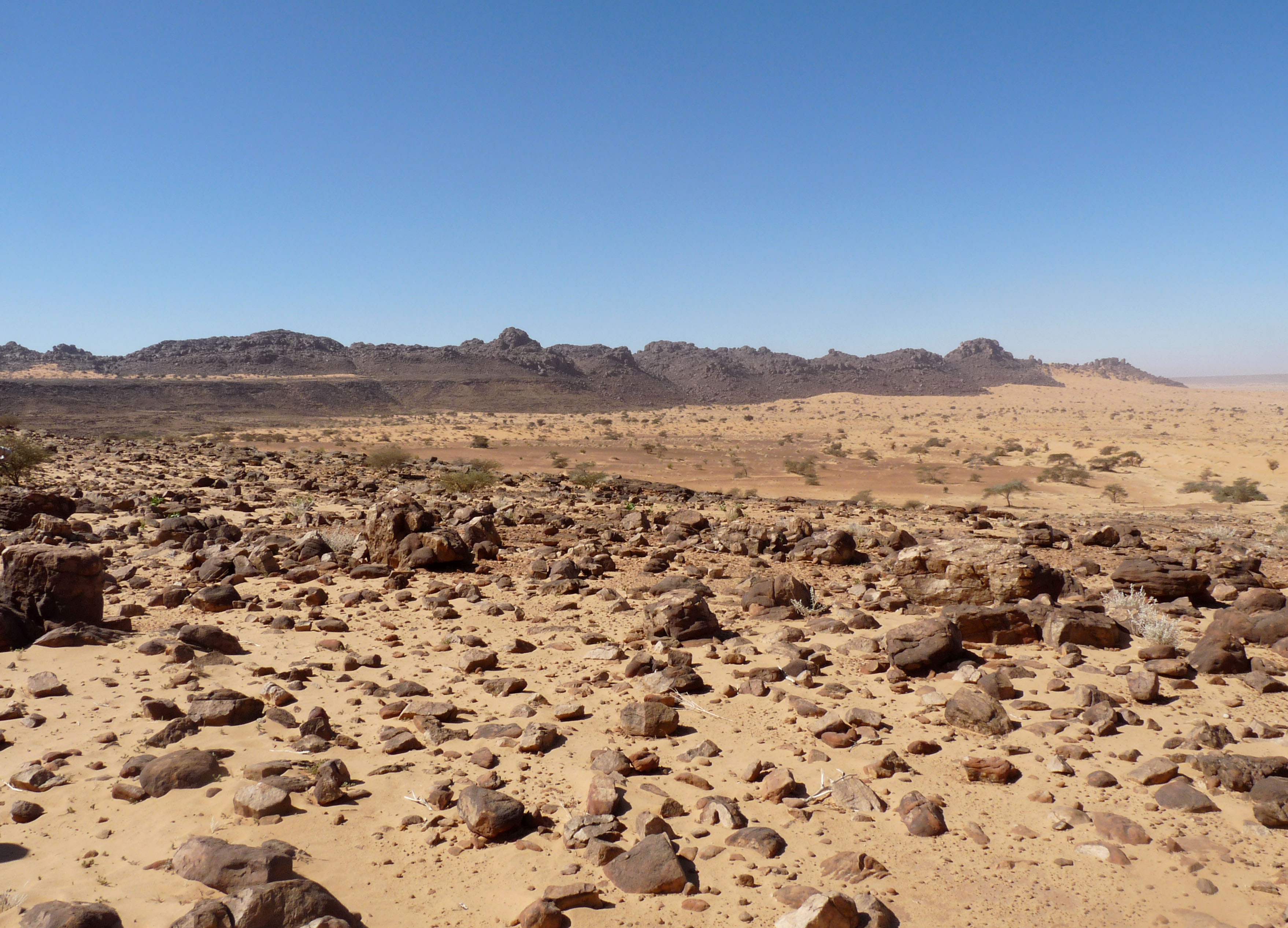
Un altre aspecte del desert de pedres a la Regió d'Adrar (Mauritània)

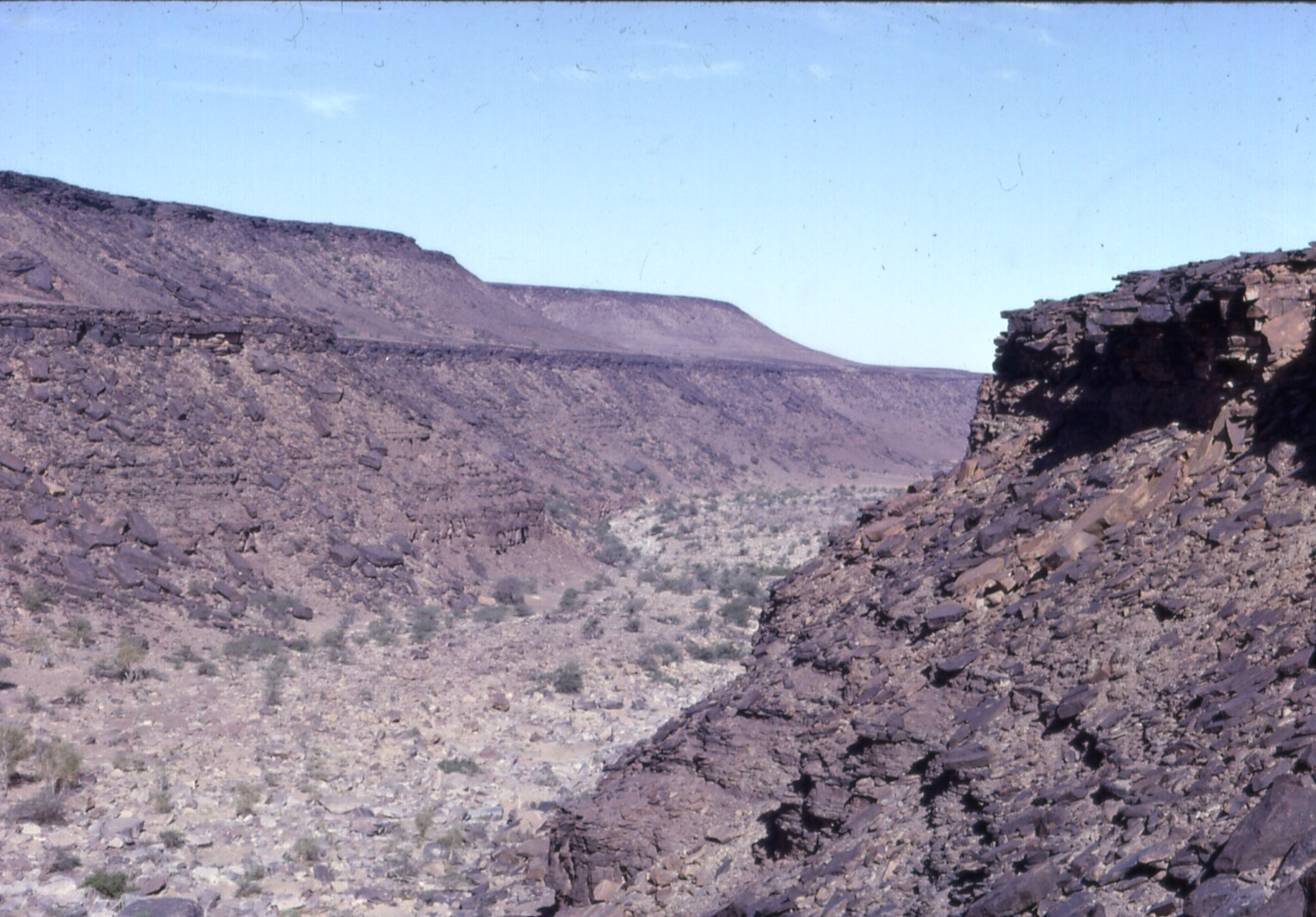
Vista del uadi Melhah a Mauritània

El Sàhara cobreix gran part d'Algèria, el Txad, Egipte, Líbia, Mali, Mauritània, el Marroc, Níger, el Sàhara Occidental, el Sudan i Tunísia. És una de les tres províncies fisiogràfiques (regions amb una geomorfologia específica) en què es divideix Àfrica.
Els accidents geogràfics del desert han estat modelats pel vent (erosió eòlica) o per les pluges ocasionals, i inclouen dunes de sorra i camps de dunes o mars de sorra (ergs), altiplans de pedres (hamades), planes de grava (regs), valls seques (uadis), les llacunes salades estacionals (Shatts o Chotts) o formes de modelat més inusuals com les estructures de Richat d'Ouadane a Mauritània.
Diverses muntanyes extremadament àrides i cadenes muntanyoses, moltes d'origen volcànic, s'aixequen al desert, com per exemple les Muntanyes d'Aïr, l'Ahaggar, l'Atles saharià, el Tibesti amb l'Emi Koussi que amb els seus 3.415 m és el pic més elevat del Sàhara, el massís d'Adrar des Ifoghas o els turons de la Mar Roja.
La majoria dels rius i rierols del Sàhara són estacionals o intermitents, la principal excepció és el Nil, que creua el desert des dels seus orígens a l'Àfrica central fins a desembocar al Mediterrani. Els aqüífers subterranis arriben a la superfície ocasionalment formant els oasis, entre els que podem citar els de Bahariya, Ghardaïa, Timimoun, Kufra, Farafra o l'Oasi del Faium.
La part central del Sàhara és extremadament àrida, amb poca vegetació. Els extrems nord i sud del desert, juntament amb les terres altes, és on hi ha àrees de pastures esparses i arbustos del desert, mentre que els arbres i els arbustos més alts es troben als uadis perquè és on s'acumula més humitat.
Al nord, el Sàhara arriba fins al mar Mediterrani a Egipte i en algunes parts de Líbia, però a la regió de Cirenaica (Líbia) i el Magrib, el desert fa frontera amb les ecoregions de bosc mediterrani del nord d'Àfrica, que tenen un clima mediterrani que es caracteritza per una estació de les pluges a l'hivern. D'acord amb els criteris botànics de Frank White i el geògraf Robert Capot-Rey, el límit nord del Sàhara correspondria al límit nord del conreu de la palmera datilera (Phoenix dactylifera), i al límit sud de lespart (Stipa tenacissima), una herba de la família de les poàcies típica del clima mediterrani del Magrib i de la península Ibèrica. El límit nord correspondria també a la isohieta dels 100 mm de precipitació anual.
Pel sud el Sàhara està limitat pel Sahel, un cinturó de terres àrides que s'estén d'est a oest al llarg de tot el continent que presenta una vegetació de praderies, sabanes i matollars tropicals i subtropicals amb una temporada de pluges d'estiu. El límit sud del Sàhara vindria indicat botànicament pel límit sud de la Cornulaca monacantha (un membre de la subfamília Salsoloideae dins la família Amaranthaceae tolerant a la sequera), o al límit nord del cram-cram (Cenchrus biflorus), una altra poàcia típica del Sahel. D'acord amb criteris climàtics, el límit sud del Sàhara es correspondria amb la isohieta dels 150 mm de precipitació anual (cal tenir en compte aquest valor com una mitjana a llarg termini, ja que les precipitacions varien enormement d'un any a un altre).

### Clima
El Sàhara té un dels climes més durs del món. El vent predominant nord-est sovint fa que s'aixequi la sorra i es formin tempestes de sorra i remolins. Ocasionalment hi neva.

#### Precipitacions

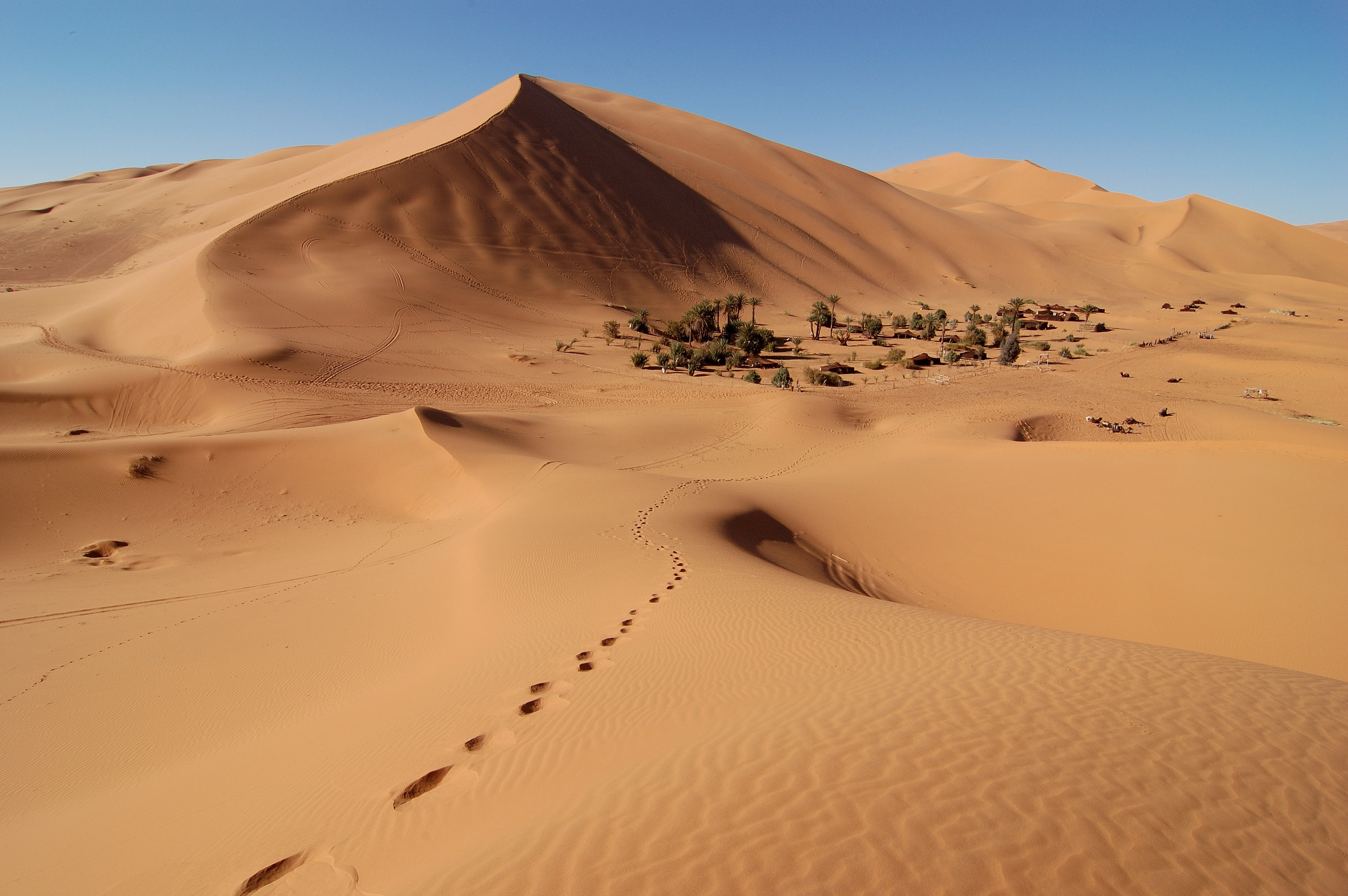
Dunes de sorra a l'Erg Chebbi al Marroc

El Sàhara és en una divisòria climàtica, la zona de convergència intertropical que es mou de sud cap a nord, però s'atura abans del centre del Sàhara, i conseqüentment difícilment hi porta alguna pluja. De manera similar la pluja hivernal del Nord d'Àfrica no arriba tant al sud com per a portar precipitació al centre del Sàhara. Per tant, al mig del Sàhara rarament hi plou i quan ho fa ho pot fer en qualsevol estació mentre al nord del Sàhara la pluja és un poc més abundant i com que cau a l'hivern la vegetació l'aprofita més. La isohieta dels 100 litres de pluja anual limita l'extensió del Desert del Sàhara. A la part central la pluja anual està per sota dels 25 litres anuals i en la part est del desert és menor de 5 litres. L'aridesa està agreujada per la gran irregularitat en les precipitacions (80% de variació i l'existència d'algun any sense pluja apreciable) i en cas de tempesta intensa es poden produir inundacions en les lleres dels rius secs o uadis i moviments de terres perillosos.
S'ha observat que el límit sud del Sàhara oscil·la, segons la pluja recollida, avançant i retrocedint. Com a resultat de la sequera del Sahel, entre 1980 i 1990 la frontera meridional es va traslladar, en general, 130 quilòmetres al sud. Senyals recents indiquen que el Sàhara i les regions circumdants estan en un procés de reverdir a causa d'un augment de la precipitació. Els satèl·lits mostren un reverdiment extens del Sahel entre el 1982 i el 2002, tant al Sàhara Oriental com a l'Occidental una tendència que ha estat observada al llarg de més de 20 anys, l'augment de les zones de pasturatge i la floració dels arbres i els arbustos ha estat observada pel científic del clima Stefan Kröpelin.

#### Nevades
La primera nevada d'èpoques recents de la qual es té notícia, va ser el 18 de febrer de 1979 a Algèria; una tempesta de neu que va arribar a aturar el trànsit a la ciutat de Ghardaïa. Tanmateix, la neu va desaparèixer en poques hores.
Hi ha hagut nevades posteriors en el límit nord del desert, a la zona situada entre Bouarfa al Marroc i Aïn Sefra, l'esmentada Ghardaïa i altres poblacions més a l'est a Algèria: el 26 de gener del 2005; entre el 17 o 18 de gener i la primera quinzena de febrer del 2012, coincidint amb l'onada de fred europea de principis d'aquell any; el 19 de febrer del 2016.
A les serralades del Sàhara la neu no és tan excepcional, i acostuma a nevar amb una certa regularitat. Encara que la humitat relativa és baixa en un ambient tan àrid, la humitat absoluta és prou alta per a condensar quan l'aire puja una muntanya. A l'hivern, la temperatura baixa prou al Tahat (3.003 m), el pic més alt de l'Ahaggar, per rebre neu cada tres anys de mitjana; i es diu que els pics de les inaccessibles muntanyes del Tibesti reben neu per sobre dels 2.500 m cada set anys.

#### Temperatures
Per la seva situació tropical i en general la baixa altitud i en gran part per la continentalitat s'enregistren les més elevades temperatures màximes del món (56 °C a Líbia). Les temperatures mitjanes anuals superen els 30 °C. S'ha enregistrat una variació en el mateix dia des de -0,5 °C a 37,5 °C. El Sàhara també és extremadament ventós i els vents, calents, poden fer remolins que augmenten la sensació de calor. La part nord més propera a la mediterrània pot tenir temperatures mitjanes d'hivern pròximes als 10 graus; en canvi al sud les temperatures són més homogènies. Als massissos muntanyosos del Tassili i Hagaar que s'enlairen per sobre dels 3000 metres, les temperatures davallen (0,60 °C per cada 100 metres) però la pluviometria no passa dels 200 mm.

#### Paleoclimatologia

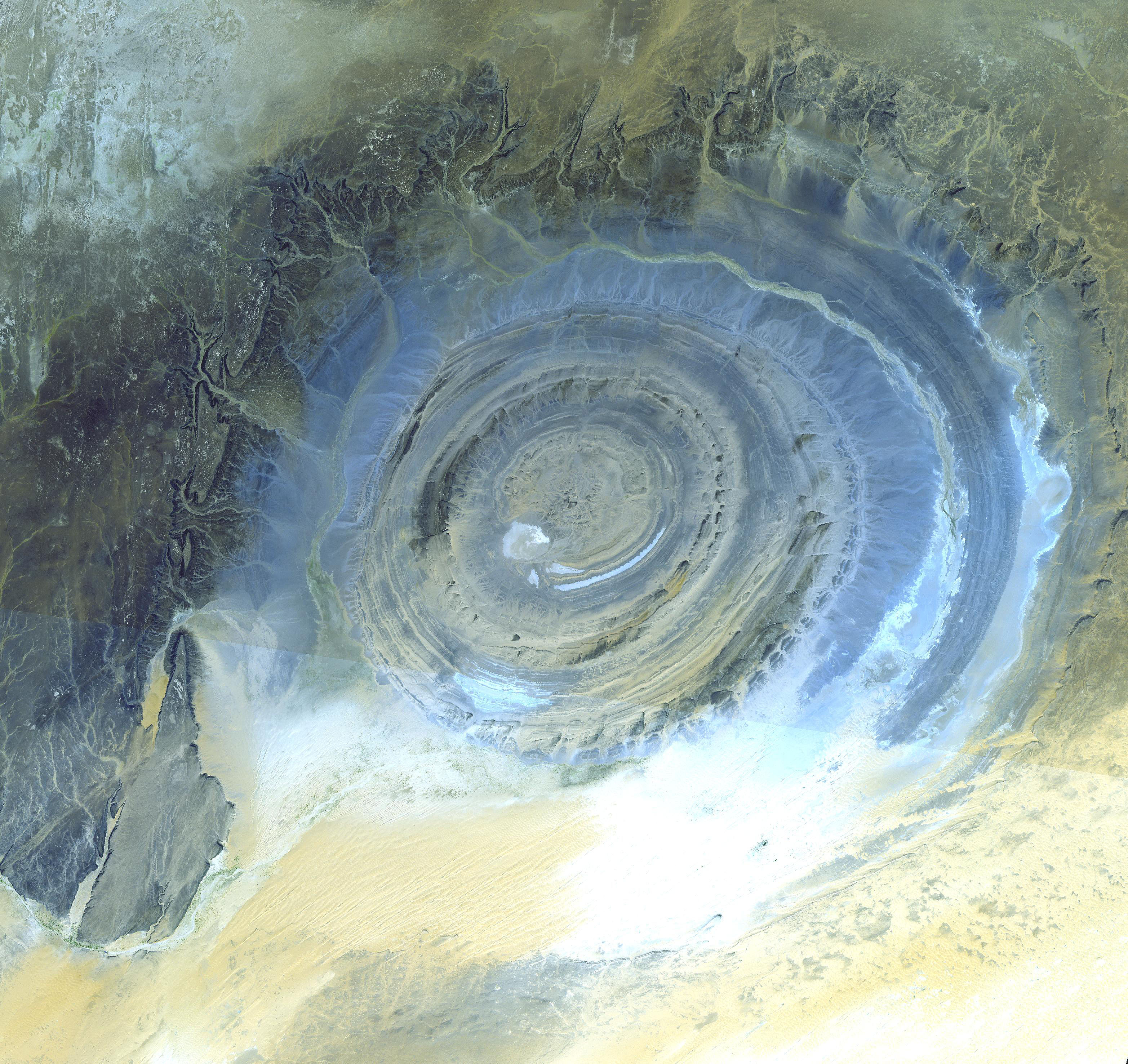
Fotografia de satèl·lit d'una estructura de Richat, formada per l'erosió d'un dom volcànic.

El clima del Sàhara ha patit una enorme variació anant d'humit a sec durant els últims cent mil anys. Durant la darrera glaciació el Sàhara era encara més gran que en l'actualitat, i s'estenia molt més al sud, més enllà dels seus límits actuals. El final del període glacial va portar més pluja al Sàhara, aproximadament entre el 8000 aC i el 6000 aC, potser a causa de la depressió atmosfèrica que es fa formar al nord després de la fusió de la capa de gel que cobria el nord.
Una vegada que la capa de gel va desaparèixer, el nord del Sàhara es va assecar. Al sud, però, la tendència a la sequera va ser contrarestada ràpidament pel monsó, que va portar la pluja més al nord que en l'actualitat. El monsó és causat per l'escalfament de l'aire arran de terra durant l'estiu. L'aire calent puja i provoca l'arribada de l'aire fresc i humit de l'oceà, que causa la pluja. Per tant, encara que sembli contradictori, el Sàhara era més humit quan rebia més insolació a l'estiu. Això va ser causat per una inclinació més forta de l'eix de la Terra que en l'actualitat, i l'àpside es produïa a final de juliol.
Al voltant del 3400 aC, el monsó es van retirar vers el sud fins a aproximadament on se situa avui dia, això ha portat a la progressiva desertificació del Sàhara. El Sàhara és ara tan sec com ho era fa uns 13.000 anys. Aquestes condicions serien les responsables del que s'ha anomenat com Sahara pump theory, una teoria que explicaria la migració de flora i fauna entre Europa i Àfrica a través d'un pont a l'est amb clima i vegetació molt diferent dels actuals.
Fins fa uns 2.000 anys gran part de l'àrea actualment desèrtica del Sàhara era encara una sabana; i encara era més fèrtil tot el territori que ocupa el desert actual fa uns 8.000 anys tal com ho demostren les pintures rupestres de Tassili n'Ajjer, en les que s'hi retraten grups de caçadors perseguint la variada fauna en una zona (l'Ahaggar o Hoggar) que actualment és una zona rocosa gairebé inhabitable.
De la mateixa manera, l'existència actual d'unes poques desenes de cocodrils (una subespècie del cocodril del Nil adaptada al desert) a un oasi de l'Ennedi assenyala que en temps relativament pròxims, l'actual uadi gairebé sempre sec de l'Ennedi era un important riu permanent que corria vers el Nil. També s'han descobert lleres d'antics rius que des del Tibesti portaven aigua directament cap a la Mediterrània. Aquests antics rius podrien haver estat unes de les primeres rutes de difusió de l'Homo sapiens fins a la conca mediterrània.
També al riu Draa s'han trobat pintures rupestres que representen una rica fauna prehistòrica (cocodrils, hipopòtams, etc.) que fa mil·lennis habitava la zona. A l'actual desert de Mauritània s'hi poden trobar vestigis de les rutes de carros arrossegats per bous. La regió de Fezzan (antiga Garamantica) va ser habitada pels garamants que fins fa poc menys de 2.000 anys encara es traslladaven en combois comercials cap al Mediterrani utilitzant carros tibats per bous.
Les investigacions actuals indiquen que l'actual desert del Sàhara presenta importants oscil·lacions climàtiques durant períodes d'uns 20.000 anys. Aquests períodes vindrien donats per lleugeres inclinacions de l'eix de la Terra, alternant-se d'aquesta manera períodes humits en els quals arriba a existir no sols un bioma de sabana sinó fins i tot de selves, mentre que entre aquests períodes humits es donen èpoques d'extrema aridesa com el present (s'ha de fer notar que la natural aridesa actual del Sàhara es veu potenciada per l'acció de l'ésser humà).

### Pols del Sàhara
La pols mineral sahariana té matèria i ions solubles importants com a fertilitzants. Té un alt contingut en calci que amorteix l'acidesa de les aigües, compostos inorgànics de nitrogen i de fòsfor solubles.
L'aportació principal d'aerosols inorgànics la produeix l'erosió eòlica i en són les àrees desèrtiques les principals subministradores superant la que donen els incendis, volcans o produïdes per la humanitat (Schlesinger, 1997). El Sàhara aporta a l'atmosfera 670.106 tones a l'any (D'Almeida, 1986). La mobilització de la pols del Sàhara acostuma a produir-se per impulsos, aquestes entrades són transportades a milers de quilòmetres a alçades en la seva major part entre 1500 i 4000 m s.n.m. (Talbot et al. 1986). Travessen l'oceà Atlàntic en 5 a 7 dies i els seus efectes es noten al Carib o a la conca del riu Amazones. Cap al Mediterrani s'estimen entre 80 i 120.106 tones/any la pols sahariana que s'acumula. De fet la quantitat de sediments d'origen saharians equivalen a la d'un gran riu com el Roine en un any.
Al Montseny s'ha calculat que cada any es dipositen, principalment del Sàhara, 5,3 g/m² i que subministren el 45% de les quantitats necessàries de calci als alzinars de la zona.

## Ecoregió del Sàhara central
Aquesta ecoregió la part hiperàrida del Sàhara on la pluja és mínima i esporàdica. Malgrat que el nombre d'endemismes és baix algunes espècies hi sobreviuen amb notables adaptacions. La dessecació del clima va ocórrer a partir de fa uns 5000 anys i la cacera intensa per part dels humans va tenir lloc des de fa un centenar d'anys que ha afectat molt la fauna.
L'ecoregió del Sàhara Central es troba entre les latituds 18 ° i 30 °N amb una superfície de 4.619.260 km².
La superfície del desert central està ocupada per dunes de sorra (ergs), altiplans de pedra (hamada), planes de grava (reg), valls seques (uadi), i depressions salines. Alguns massissos muntanyosos (Ahaggar, Tassili n'Ajjer, Tibesti, i Aïr) sobresurten per sobre de la resta del desert i constitueixen ecoregions a part. Els extensos aqüífers presents sota la superfície algunes vegades creixen a la superfície donant lloc als oasis.
Les roques precambrianes estan exposades en pocs llocs. Durant el Mesozoic gran part del Nord d'Àfrica estava sota l'aigua i es van formar dipòsits marins. En el Terciari va emergir i s'ha erosionat formant-se els tipus de sòls anomenats iermosòls que són superficials, situats sobre pedres o graves i tenen una antiguitat de 50 milions d'anys.
En termes fitogeogràfics aquesta zona central es classifica com a zona de transició regional del Sàhara. A gran part d'aquesta ecoregió hi ha poca vegetació perenne i quan n'hi ha resta confinada a àrees on l'aigua subterrània surt prop de la superfície o a àrees on escorre l'aigua. Les plantes presents tendeixen a estar més diversificades al Sàhara occidental més que a l'oriental, donada la migradesa de pluja de l'Est. Tenen afinitats amb la flora aràbiga amb excepcionals adaptacions a l'aridesa. Quan després de molt temps hi ha una pluja suficient, la cobertura de la vegetació pot arribar al 50% en les dunes de sorra i al 20% en les planes de grava.

## Flora i Fauna

### Flora
En la totalitat del Sàhara s'hi troben unes 2.800 espècies de plantes (com a comparació a la Conca del Mediterrani n'hi ha 18.000).
- Al Sàhara septentrional d'influència climàtica i florística mediterrània se'n troben 1.100. Al Sàhara meridional d'influència saheliana hi ha 850 espècies de plantes. Al Sàhara central, a baixa altitud, té els dos tipus d'influències i compta amb tan sols 500 espècies (al Teneré 20 espècies i a Majabat al Koubra el mínim amb 7 espècies).
- A la zona d'alta muntanya, que ocupa el 6% del total saharià, 830 espècies amb el nombre més gran d'endemismes la majoria del tipus mediterrani: Xiprer de Duprez, la murtra del Sàhara, olivera de Laperrine (subespècie de l'olivera), la campanula de Desbordes, la campanula de Monod, la lavandula d'Antinea, la salvia de Chudeau, etc.

### Fauna
Un cert nombre d'espècies no marxen pràcticament mai al nord de la línia dels 100 litres anuals de precipitació i es mantenen així sempre dins la zona desèrtica entre els ungulats trobem aquest comportament en: Gasela de Rhim (Gazella leptoceros), la gasela dama (Nanger dama), l'addax (Addax nasomaculatus), l'òrix (Oryx algazel), la gasela dorcas (Gazella dorcas) abans molt comuna en les estepes àrides i actualment només es troba al Sàhara on és tanmateix rara.
Entre els carnívors les espècies típiques del Sàhara són: el guepard (Acinonyx jubatus) el fennec (Fennecus zerda), dues espècies de guineu (Vulpes rüeppelli i Vulpes pallida) i el gat margarita (Felis margarita).

## Economia
Tradicionalment, el Sàhara ha estat una barrera entre els pobles mediterranis i els subsaharians difícil de franquejar (tant per als homes com per animals i plantes). En l'antiguitat l'economia es basava en l'agricultura en els oasis i el transport de la sal mitjançant una economia de canvi de productes com a mostra hi ha la utilització tradicional de productes com el te per part dels tuaregs, conreat a milers de quilòmetres de la zona.
Modernament, l'explotació petroliera i minera com els fosfats de Buu Craa al Sàhara Occidental ha permès una relativa expansió econòmica que a la vegada ha derivat en obres de regadiu fora de la zona dels oasis que es poden veure en les fotos de satèl·lit aprofitant dipòsits d'aigua fòssil o no renovables amb la tecnologia de reg per aspersió amb un pivot central.
Molts països de la zona anticipant-se a la fi de les reserves petrolíferes han diversificat l'economia cap al sector serveis (inversions financers i turisme sobretot).

## Etnologia
Els habitants originaris del Sàhara són els amazics i els tuaregs (també de llengua amaziga). Segons les regions però, els tuaregs utilitzen dialectes diversos.

### Àrabs i amazics
Antigament, els amazics ocupaven tant les zones muntanyoses com el Sàhara. Els àrabs van portar l'islam al Magrib i va ser ràpidament adoptat pels amazics. No obstant això, no es va produir una arabització profunda. Després de la caiguda del Califat Omeia (661- 750), van sorgir una sèrie de principats amazics, com els Tlemcen, Sidjilmassa o Tiaret. Durant el s. XI, van arribar els nòmades Banu Hilal i Banu Sulaym i l'arabització va anar guanyant a les tribus urbanes. Els àrabs conqueridors van anar arabitzant les poblacions amazigues a accepció del Sàhara Central ocupat pels tuaregs. La resta de grups amazics que queden actualment són poblacions sedentàries poc nombroses que ocupen una extensió limitada, els quals es troben a la regió de M'Zab, a l'illa de Djerba, a Tunísia i la zona muntanyosa de Matmata. Al límit del nord del Sàhara es troben tribus nòmades amazics, que duen a terme petits desplaçaments.

### Grups nòmades del Sàhara Septentrional i Atlàntic
Les tribus nòmades del Sàhara Septentrional es trobaven entre les muntanyes de l'Atles i el territori tuareg. Les dues tribus més destacades a l'inici de la colonització europea eren els reguibat o erguibat i els chambas. Els reguibat eren grans nòmades del Sàhara Occidental, ja que realitzaven grans desplaçaments. Dins el Sàhara Atlàntic existien altres tribus, com ara els Ulad Delím, Ulad Tindrarín, Ait Lahsen i Arosién, però actualment, la distribució de les tribus ha estat alterada.
D'altra banda, els chambas es divideixen en cinc grups principals: de Metlili, de Goléa, d'Ourgla, del Oued i del Gran Erg Oriental. Eren nòmades i guerrers dels ergs i les hamades del Sàhara Septentrional així com conductors de caravanes i han patit una sedentarització progressiva.

### Els tuaregs (kel tamashek)
Els tuaregs es denominen a ells mateixos "kel tamashek" que vol dir "la gent del tamashek". Ocupaven el Sàhara Central i es van estendre cap el Sahel, de manera que actualment estan distribuïts per Mali, Níger, Algèria i en menor grau a Líbia, Burkina Fasso i Nigèria. La llengua dels tuareg és el tamashek (tamahaqt, tamajeq) i tenen un estil propi d'escriptura, el tifinag.

### Grups nòmades del Sàhara Meridional i el Sahel
Dins el Sàhara Meridional hi trobem els tubus del Txad i els peul, els quals s'entenen per tot el Sahel amb un estil de vida nòmada o de transhumància. Els peul s'entenen des de la costa atlàntica, a Senegal i Guinea Bissau, fins al llac Txad. La seva llengua és el fulfubé. Han estat islamitzats, però conserven certs mites i cultes. Com tots els pobles nòmades, actualment, tendeixen a la sedentarització, habitant altres pobles i ètnies com ara els wodaabe o bororo.

### Ètnies sedentàries del Sahel
Un dels grups ètnics més importants del Sahel és el grup mandinga, fundador de l'imperi de Mali. També hi ha els dogon, coneguts pels seus balls amb màscares durant determinades cerimònies. A més a més, hi ha altres grups com ara els wòlofs, els tokolor, els kanuri i els hausses.

### Comunitats jueves
Durant el s.IV aC, van arribar refugiats jueus a Àfrica a causa de la destrucció de Jerusalem, de manera que es van establir comunitats jueves a Egipte i Cirenaica. Hi va haver dues onades més, l'any 70 a causa de l'aixecament contra Roma i la repressió del Tito i el 1492 amb el decret d'expulsió per part dels Reis Catòlics, instalan-se a l'extrem saharià i comunitats del Sàhara com ara Ghardaïa, el Touat i Oualata.

## Curiositats
A certes zones del Sàhara (principalment al Sàhara algerià al sud de les Muntanyes de l'Atles) s'estenen aqüeductes subterranis anomenats foggara: aquests duen l'aigua des de les capes freàtiques que es poden ubicar al peu de les muntanyes fins a considerables distàncies. Tenen una gran similitud amb els qanats de l'Orient Mitjà.